# Cleora flavipars
Cleora flavipars là một loài bướm đêm trong họ Geometridae.